# Jesper Møller (DBU)
 Der er flere personer med dette navn, se Jesper Møller.
Jesper Møller Christensen (født 9. juni 1963 i Skørping) er en dansk advokat og idrætsleder, der siden marts 2014 har været formand for Dansk Boldspil-Union (DBU) og forhenværende formand for Aalborg Boldspilklub. Fra februar 2019 har Møller været medlem af UEFAs eksekutivkomité.

## Karriere
Møller blev født i juni 1963 og voksede op i Skørping i Himmerland. Op igennem barndommen spillede han fodbold i IF Frem Skørping. Dette gjorde han indtil sit 19 år, hvor han flyttede fra byen på grund af studier.
Han er uddannet jurist fra Aarhus Universitet, og blev i 1988 ansat som advokat hos advokatfirmaet Henrik Christensen & Partnere i Aalborg. I 1999 blev han partner i firmaet. Han har desuden undervist i selskabsret på HA/jur og cand. merc. aud. uddannelserne på Aalborg Universitet.

### Fodbold
Jesper Møller blev i 1993 næstformand for Aalborg Boldspilklub, og blev senere på året også udpeget til medlem af bestyrelsen i AaB A/S. I 2000 blev han valgt som formand for Aalborg Boldspilklub.

#### DBU
I 1998 blev han valgt til bestyrelsen i Dansk Boldspil-Union som repræsentant for klubberne i landets bedste række. Fra samme år og fire år frem var han formand for DBUs Fair Play. Den post blev i 2002 udskiftet med en tilsvarende for DBU Eliteudvikling. 
Da Henning R. Jensen i slutningen af januar 2004 besluttede at trække sig som næstformand for DBU, valgte Jesper Møller at stille op til posten. Han kom i kampvalg med sjællænderen Kurt Bagge-Hansen. Ved en skriftlig afstemning på DBUs repræsentantskabsmøde den 20. februar blev Møller valgt med 94 stemmer mod Bagge-Hansens 46 stemmer. Fem år senere blev han genvalgt som næstformand.
DBUs formand siden 2002 Allan Hansen, meddelte i juni 2013 at han ville stoppe som formand når valgperioden udløb 1. marts 2014. Hurtigt blev Møller gjort til favorit som ny formand blandt de 145 medlemmer af unionens repræsentantskab, og 31. august skrev han sig ind som kandidat til formandsvalget. Da fristen for at melde sit kandidatur til formandsvalget udløb 31. december var Jesper Møller eneste kandidat, og 1. marts 2014 på repræsentantskabsmødet i Odense blev han valgt som DBUs 16. formand.